# Järstads socken
Järstads socken i Östergötland ingick i Göstrings härad, uppgick 1952 i Skänninge stad och området ingår sedan 1971 i Mjölby kommun och motsvarar från 2016 Järstads distrikt.
Socknens areal är 11,23 kvadratkilometer, varav 10,89 land. År 2000 fanns här 129 invånare. Kyrkbyn Järstad med sockenkyrkan Järstads kyrka ligger i denna socken. 

## Administrativ historik
Järstads socken har medeltida ursprung.
Vid kommunreformen 1862 övergick socknens ansvar för de kyrkliga frågorna till Järstads församling och för de borgerliga frågorna till Järstads landskommun. Landskommunen inkorporerades 1952 i Skänninge stad och ingår sedan 1971 i Mjölby kommun. Församlingen uppgick 2010 i en återbildad Skänninge församling.
1 januari 2016 inrättades distriktet Järstad, med samma omfattning som församlingen hade 1999/2000.  
Socknen har tillhört samma fögderier och domsagor som socknens härader.  De indelta soldaterna tillhörde  Första livgrenadjärregementet, Motala kompani och Andra livgrenadjärregementet, Skenninge kompani.

## Geografi
Järstads socken ligger nordost om Mjölby med Svartån i öster och kring Skenaån. Socknen är odlad slättbygd på Östgötaslätten.

## Fornlämningar

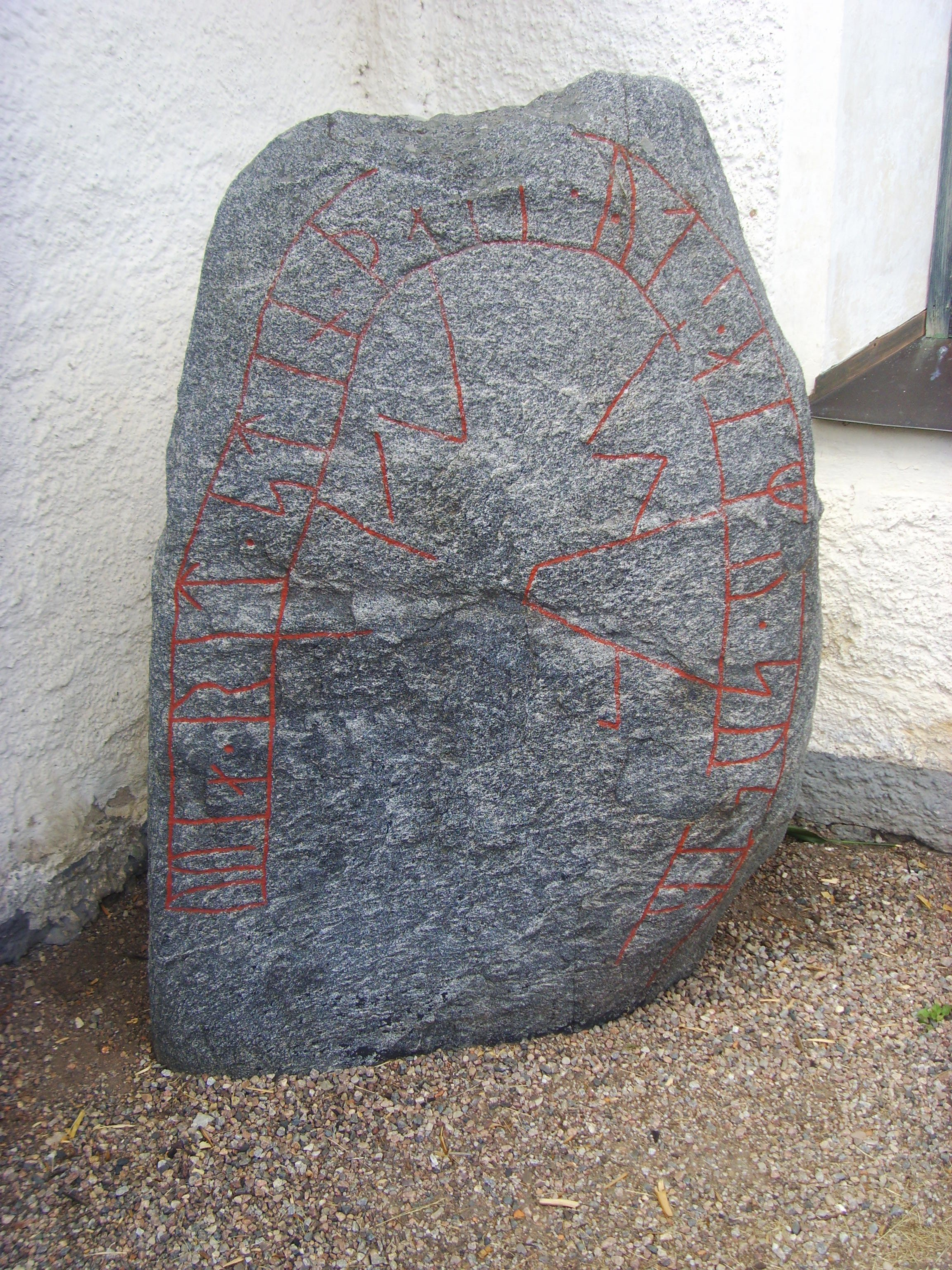
Östergötlands runinskrifter 91 vid kyrkan

Kända från socknen är gravar från järnåldern. En runristning finns vid kyrkan.

## Namnet
Namnet (1399 Järpstadha) kommer från kyrkbyn. Förleden är mans(bi)namnet Iärp (egentligen 'den brune'). Efterleden är sta(d), 'ställe'.

## Befolkningsutveckling
| Befolkningsutvecklingen i Järstads socken 1750–1990                                                      | Befolkningsutvecklingen i Järstads socken 1750–1990 | Befolkningsutvecklingen i Järstads socken 1750–1990 | Befolkningsutvecklingen i Järstads socken 1750–1990 | Befolkningsutvecklingen i Järstads socken 1750–1990 |
| --- | --------------------------------------------------- | --------------------------------------------------- | --------------------------------------------------- | --------------------------------------------------- |
| |                                                     |                                                     |                                                     |                                                     |
| År |                                                     |                                                     | Folkmängd                                           |                                                     |
| 1750 | 1750                                                |                                                     | 263                                                 |                                                     |
| 1760 | 1760                                                |                                                     | 255                                                 |                                                     |
| 1769 | 1769                                                |                                                     | 267                                                 |                                                     |
| 1780 | 1780                                                |                                                     | 230                                                 |                                                     |
| 1790 | 1790                                                |                                                     | 322                                                 |                                                     |
| 1800 | 1800                                                |                                                     | 321                                                 |                                                     |
| 1810 | 1810                                                |                                                     | 302                                                 |                                                     |
| 1820 | 1820                                                |                                                     | 280                                                 |                                                     |
| 1830 | 1830                                                |                                                     | 373                                                 |                                                     |
| 1840 | 1840                                                |                                                     | 387                                                 |                                                     |
| 1850 | 1850                                                |                                                     | 464                                                 |                                                     |
| 1860 | 1860                                                |                                                     | 502                                                 |                                                     |
| 1870 | 1870                                                |                                                     | 465                                                 |                                                     |
| 1880 | 1880                                                |                                                     | 483                                                 |                                                     |
| 1890 | 1890                                                |                                                     | 432                                                 |                                                     |
| 1900 | 1900                                                |                                                     | 414                                                 |                                                     |
| 1910 | 1910                                                |                                                     | 338                                                 |                                                     |
| 1920 | 1920                                                |                                                     | 354                                                 |                                                     |
| 1930 | 1930                                                |                                                     | 391                                                 |                                                     |
| 1940 | 1940                                                |                                                     | 293                                                 |                                                     |
| 1950 | 1950                                                |                                                     | 264                                                 |                                                     |
| 1960 | 1960                                                |                                                     | 210                                                 |                                                     |
| 1970 | 1970                                                |                                                     | 128                                                 |                                                     |
| 1980 | 1980                                                |                                                     | 114                                                 |                                                     |
| 1990 | 1990                                                |                                                     | 117                                                 |                                                     |
| Anm: Källor: Umeå universitet - Tabellverket 1749-1859, Demografiska databasen, CEDAR, Umeå universitet. |                                                     |                                                     |                                                     |                                                     |

### Fotnoter
1. 1 2  Svensk Uppslagsbok andra upplagan 1947–1955: Järstad socken
2. 1 2  Harlén, Hans; Harlén Eivy (2003). Sverige från A till Ö: geografisk-historisk uppslagsbok. Stockholm: Kommentus. Libris 9337075. ISBN 91-7345-139-8
3. ↑  ”Församlingar”. Statistiska centralbyrån. https://www.scb.se/hitta-statistik/regional-statistik-och-kartor/regionala-indelningar/forsamlingar/. Läst 30 december 2022.
4. ↑  Administrativ historik för Järstad socken (Klicka på församlingsposten). Källa: Nationella arkivdatabasen, Riksarkivet.
5. 1 2  Sjögren, Otto (1931). Sverige geografisk beskrivning del 2 Östergötlands, Jönköpings, Kronobergs, Kalmar och Gotlands län. Stockholm: Wahlström & Widstrand. Libris 9939
6. 1 2  Nationalencyklopedin
7. ↑  Fornlämningar, Statens historiska museum: Järstads socken
8. ↑  Fornminnesregistret, Riksantikvarieämbetet: Järstads socken Fornminnen i socknen erhålls på kartan genom att skriva in sockennamn (utan "socken") i "Ange geografiskt område"
9. ↑  Mats Wahlberg, red (2003). Svenskt ortnamnslexikon. Uppsala: Institutet för språk och folkminnen. Libris 8998039. ISBN 91-7229-020-X. https://isof.diva-portal.org/smash/get/diva2:1175717/FULLTEXT02.pdf